# 지하수개발공사
지하수개발공사(地下水開發公社, Groundwater Developement Corporation)는 지하수개발공사법에 의거 1969년 2월 15일에 설립되어 지하수개발사업을 착수하였다가, 농촌근대화촉진법에 따라 1970년 2월 7일 농업진흥공사에 합병된 공기업이다.